# Động đất Boumerdès 2003
Động đất Boumerdès 2003 (tiếng Pháp: Séisme de 2003 à Boumerdès; tiếng Ả Rập: زلزال بومرداس 2003) là trận động đất xảy ra vào lúc 19:44 (theo giờ địa phương), ngày 21 tháng 5 năm 2003. Trận động đất có cường độ 6.8 richter, tâm chấn độ sâu khoảng 12 km. Hậu quả trận động đất đã làm 2.266 người chết, 10.261 người bị thương.